# Musée de l'aloès d'Aruba
Le Musée de l'aloès est un musée situé au nord-ouest d'Oranjestad, à Aruba. Une visite du musée et de l'usine fournit un aperçu du processus de production d'aloès à Aruba, ainsi que des 160 ans d'histoire de la culture de l'aloès à Aruba.

## Historique
Cette plante a été introduite vers 1800 et il s'est avéré que le climat chaud et sec ainsi que la composition du sol étaient très propices à la création de plantations commerciales. La plante est également devenue sauvage sur l'île. Initialement, la résine était récoltée sous forme de laxatif. Il a été découvert par la suite que l'huile avait un effet bénéfique sur la peau. La quantité de substance active par plante à Aruba est une fois et demie plus élevée qu'ailleurs dans le monde.

## Expositions
L’usine propose des guides touristiques gratuits en anglais, néerlandais, espagnol et papiamento (langue maternelle d’Aruba) toutes les 15 minutes. Le musée est ouvert de 8h00 à 16h30 du lundi au vendredi. Le samedi, le musée est ouvert de 9h00 à 16h00. Le musée est fermé le dimanche. Il y a une visite à pied qui comprend la salle de coupe de l'aloès, le laboratoire d'essais, la salle de remplissage et même l'emballage et le stockage.